# Germano Lopes Martins
Germano Lopes Martins (São Martinho de Aldoar, 7 de janeiro de 1871 — Lisboa, 21 de junho de 1950) foi um advogado, administrador público e político, que, entre outras funções de relevo, foi vereador da Câmara Municipal do Porto, deputado do Partido Republicano Democrático eleito pelo círculo do Porto (1911 a 1915 e 1915 a 1917), tendo presidido à Câmara dos Deputados do Congresso da República de 1912 a 1915, e Ministro do Interior do 43.º governo republicano, em funções de 1 de julho a 1 de agosto de 1925.

## Biografia
Nasceu em Aldoar, filho de Joaquim Lopes da Silva e de sua esposa, Rosa Martins Lopes da Silva. Após realizar os estudos liceais no Porto, matriculou-se no curso de Direito na Universidade de Coimbra, formando-se bacharel em 1897. Aderiu à causa republicana quando estudante liceal no Porto, filiou-se no Partido Republicano Português. Colaborou na preparação da revolta de 31 de Janeiro de 1891.
Terminado o curso, instalou-se como advogado em Lisboa, onde colaborou com Afonso Costa, mas repartiu a sua vida profissional entre a advocacia, no Porto e em Lisboa, e o funcionalismo público. Considerado um dos causídicos mais distintos do seu tempo nos tribunais do Porto, participou em diversos processos políticos onde conquistou grande reputação.
Foi gerente do jornal O Norte, um jornal republicano do Porto, e foi vereador da Câmara Municipal do Porto, eleito pela primeira vez em 1906, na lista apoiada pelos republicanos.
Após a implantação da República Portuguesa, foi membro do conselho de administração dos Caminhos-de-Ferro Portugueses, em representação do Estado. Foi conservador-geral do Registo Civil de 1911 a 1922. 
Foi deputado eleito pelo círculo eleitoral do Porto à Assembleia Constituinte de 1911 e depois deputado ao Congresso da República nos anos de 1911 a 1915 e de 1915 a 1917, tendo presidido à Câmara dos Deputados a partir de 1912. Foi Ministro do Interior do 43.º governo republicano, presidido por António Maria da Silva, em funções de 1 de julho a 1 de agosto de 1925.
Foi secretário-geral e director geral do Ministério da Justiça e dos Cultos, cargo do qual foi demitido pelo governo do Estado Novo em 1935.
Foi colaborador assíduo da imprensa republicana, especialmente nos jornais Mundo, Resistência, Voz Pública e O Norte. Foi redactor e co-proprietário da Revista da Justiça, fundada em 1916. Entre outras obras publicou O Livro do Sr. Dr. Júlio de Vilhena «Antes da República»: comentários (1916) e diversas edições anotadas do Código do Registo Civil e legislação complementar.